# Bon de souscription
Un bon de souscription est un instrument financier dérivé à valeur mobilière permettant de souscrire pendant une période déterminée à un autre titre financier à une quantité et à un prix fixé à l'avance.
Le bon de souscription est émis par une société. Le sous-jacent peut être une nouvelle action (impliquant donc une augmentation du capital de cette société) ou une nouvelle obligation, contrairement au warrant, délivré par un établissement financier, ne consistant qu'en un transfert de propriété de titres déjà existants.

## Bon de Souscription d'Action (BSA)
Les bons de souscription d'actions (BSA) sont utilisés principalement pour attirer et récompenser les investisseurs ou les membres d'un conseil d'administration en leur offrant le droit d'acheter des actions à un prix fixé à l'avance, souvent inférieur au prix du marché au moment de l'exercice du BSA. Ceci permet aux bénéficiaires de participer à la croissance et au succès de l'entreprise, tout en offrant à la société un moyen de financement ou de rémunération sans décaissement immédiat. 
Dans la pratique, les BSA sont souvent structurés avec une ventilation progressive des droits. Par exemple, un bénéficiaire pourrait acquérir 33% des droits au bout d'un an, puis le reste pourrait être réparti mensuellement ou annuellement. Cette méthode permet une incitation continue et aligne les intérêts du bénéficiaire avec ceux de l'entreprise sur le long terme.

## BSA-Air
Le BSA-Air (Accord d'Investissement Rapide) est une variante du BSA classique, souvent utilisée dans le cadre de levées de fonds. Contrairement au BSA traditionnel, le BSA-Air ne confère pas immédiatement le droit d'acheter des actions, mais donne le droit à des actions nouvelles ou existantes lors de la réalisation d'une condition future, souvent liée à une performance de l'entreprise ou à un événement de financement.

## BSA-Futur
Le BSA-Futur est un instrument financier conçu pour rémunérer les consultants et les membres des conseils d'administration avant la première levée de fonds d'une start-up, c'est-à-dire avant une première valorisation des actions. Le BSA-Futur est un contrat anticipatif qui stipule que lorsque la société effectuera sa première levée, les actions seront alors valorisées et les bénéficiaires recevront des BSA à exercer dans le futur. Cela permet aux start-ups de rémunérer précocement leurs contributeurs clés en capitalisant sur la valeur future prévue de l'entreprise.
Les BSA-Futur engagent un montant nominal sans définir à l'avance le nombre exact d'actions, ce qui introduit un élément de risque et de spéculation. À un évènement déclencheur, tel qu'une levée de fonds, la valorisation des BSA est réalisée et les bénéficiaires peuvent exercer leur droit d'achat (en général sans ventilation pour compenser le risque).